# Husebyaffären

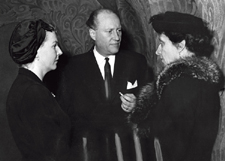
Fröken Florence Stephens (t h) i samtal med Carl Bernadotte och hans maka Ann utanför rättssalen 1957

Husebyaffären var en svindlerihärva och en av de största svenska mediahändelserna i slutet av 1950-talet och början av 1960-talet. Affären gällde ekonomisk brottslighet omkring Huseby bruk i södra Småland. Ägaren Florence Stephens hamnade i händerna på rådgivare som vållade henne stor ekonomisk skada. Vid serien av rättegångar som varade från 1957 till 1962 fälldes huvudpersonen, godsförvaltaren Berl Gutenberg och ytterligare en person, medan Carl Bernadotte frikändes mot sitt erkännande. 
Florence Stephens (1881–1979) var äldst av tre systrar. Hon ärvde Huseby efter sin far Joseph Stephens år 1934. Bruket hade med tiden gått allt sämre. Redan under Joseph Stephens tid hade tackjärnsblåsningen som fortsatte fram till 1930 gått med allt större förlust. Den småskaliga driften med gjuteri, tillverkning av jordbruksmaskiner, smedja, sågverk, snickeri, jordbruk jämte en mängd smånäringar var inte alls anpassad till tidens krav på rationalisering. Florence Stephens önskade dock fortsätta verksamheten såsom förut. Samtidigt fortsatte slottslivet på samma sätt som under 1800-talet och drog stora kostnader. Under lång tid blev lösningen att låta avverka godsets skogar, men redan på 1930-talet började de ha blivit kalhuggna och skogsvårdsstyrelsen steg då in och förbjöd fortsatt avverkning. I stället kom godset att belånas alltmer. Genom Carl Bernadotte, som var Florence Stephens skyddsling och VD för AB Huseby-produkter introducerades Berl Gutenberg, som skulle få fart på verksamheten inom Huseby. Någon gång 1955-1956 blev han förvaltare vid Huseby. Berl Gutenberg startade en rad stora projekt vid godset, han lät återuppbygga masugnen och gjuteriet, startade uppfödning av travhästar och en verksamhet vid Nöbbele värdshus. Allt detta finansierades genom nya lån, utan att de gav motsvarande avkastning.
I januari 1957 inlämnade Skatelövs landskommun en begäran om att Florence Stephens skulle förklaras omyndig. Bakgrunden var dels vanvård av godset, halvsvultna djur på ladgårdsbacken, andra som dog i sina bås och vanskötsel av åkermarken där mogen säd blev stående på åkern till säden snöade över, men även de spekulativa affärerna. Florence Stephens bestred häftigt begäran men förmåddes senare själv begära sig omyndigförklarad. Hon ångrade sig dock snart och försökte häva sin omydigförklaring. I spåren av den rättstvisten följde en rad andra, där Florence Stephens försökte avsätta sina förmyndare eller klandrade deras ersättningskrav för arbetet och deras förvaltningsåtgärder. Samtidigt kom Huseby och förvaltarna att stämmas för en rad ekonomiska fordringar och flera av de ledande inom företaget att stämmas för sin hantering av godset. En del av rättegångarna hade bara delvis med Florence Stephens själv att göra. Totalt kom ett dussintal personer att dömas.
Genom en lagändring blev Florence Stephens myndig igen 1976. Hon testamenterade hela egendomen till staten och i dag är Huseby ett omtyckt turistmål med en välbevarad bruksmiljö ett par mil söder om Alvesta. 
Om turerna i Husebyhärvan skrev Vilhelm Moberg det satiriska lustspelet Sagoprinsen, som spelades 1962 på Stockholms stadsteater.
Florence Stephens berättar i sin egen bok Kungar, torpare och kavaljerer om Husebys äldre och nyare historia, men ger också en skildring av "förmynderiet", och de bedrägerier hon utsatts för, samt presenterar en satirisk "saga för vuxna" där sällsamma djur uppför sitt mysteriespel i "Slottet i mörka skogen". I boken publiceras också det anonyma brev till kung Gustav VI Adolf - brevet, som tvang polisen att börja nysta upp Husebyhärvan.
Huseby bruk ägs av svenska staten och förvaltas av Statens fastighetsverk.